# ナイファンチ
ナイファンチもしくはナイハンチは、空手の型（形）の一つ。「形はナイファンチに始まり、ナイファンチに終わる」（屋部憲通）と言われるように、古くから空手修行者が最初に習う基本型である。とりわけ首里手、泊手の系統では、この型をもっとも重視してきた。またこの型の立ち方をナイファンチ立ちとして騎馬立ちと区別する流派・会派もある。

## 概要

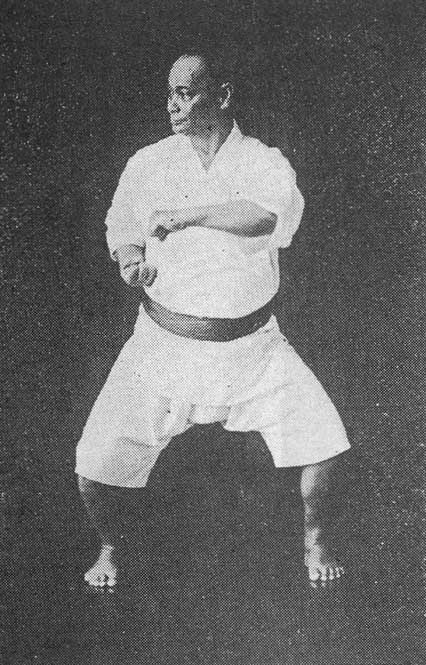
ナイファンチを演じる本部朝基

古来より、ナイファンチは首里および泊地域の空手修行者が、最初に習う基本の型とされてきた。首里手の大家・糸洲安恒に師事した知花朝信（小林流の開祖）が「吾々（われわれ）の先生はナイハンチを基本として教へました」と述べていることからも、この事実は確認できる。糸洲が体育空手としてのピンアンを創作（明治37年、1904年）して以降、ピンアンがナイファンチに取って代わったと誤解されることもあるが、実際は、ピンアン創作後も糸洲はナイファンチを教えていたとされる。
師範学校在学時代に、糸洲および兵式教官の屋部憲通に師事した儀間真謹（松濤館流）は、「私が師範在学中の五年間に本当に練習したのはナイファンチだけだったのです。体育の時間でも、教練の時間でも、空手大会でも、毎年秋に開かれた大運動会でも演武したのはすべてナイファンチだったのです」と語っている。また、儀間によれば、屋部はピンアンを練習するくらいなら、公相君を練習しなさいと述べたという。糸洲、屋部、儀間とも、ナイファンチを得意とした。糸洲にいたっては、平素からナイファンチ立ちそのままの足幅で歩いていたとまで言われている。

## 鍛錬型か実戦型か
一般にナイファンチは鍛錬型と見なされることも多いが、本部朝基は「ナイファンチの形を左右、いずれかに捻ったものが実戦の立ち方で、ナイファンチの形は左右、いずれかに捻って考えた場合、いちいちの動作に含まれるいろいろな意味が判ってくる」（本部朝基語録）と語り、ナイファンチを単なる鍛錬型に留まるものとはせず、実戦型としても重視している。本部朝基はナイファンチしか知らないと揶揄されるほど、この型を得意としていたのは有名である。また、本部からナイファンチを教わった大塚博紀は、「昔時はひととおり操作ができるようになるには3年を要し、一生かかっても完全にできないといわれていたほどむずかしいとされている形である」と解説している。

## 表記
カタカナでは、ナイファンチのほかにナイハンチともいう。この相違は沖縄方言ではは行の子音を、Ｆ音で発音することに由来している（なお、中世～近世初期までは日本本土でもそのように発音していた）と思われる。例えば、那覇（ナハ）は、沖縄方言ではナーファと発音する。それゆえ、沖縄方言の発音通りに表記すればナイファンチとなり、近代以降の日本語標準語で表記すればナイハンチとなる。カタカナでは、他に「ナイハンチェン」「ナイファンチン」などの表記も見受けられる。
漢字による表記はすべて、空手が本土に伝来して以降の当て字や翻訳である。摩文仁賢和は「内歩進」（現代の全空連における糸東流形としてはカナ表記のナイファンチン）とし、船越義珍は「騎馬立ち」後に「鉄騎」とした（現代の松濤館流では立ち方を「騎馬立ち」、型（形）を「鉄騎」と呼んでいる）ごとくである。他に「内畔戦」、「内範置」（玄制流系）などの表記もある。

## 伝来
本部によれば、ナイファンチは古来よりよく行われた型であるが、中国ではすでに失伝した型であるという。一説には泊村に仮寓していた中国人がナイファンチを伝えたとされるが、真偽のほどは定かでない。一方で、後述するように、本部が松村宗棍のナイファンチについて詳述していることから、19世紀前半にはすでに首里地域においてナイファンチが伝来もしくは誕生し、空手家の基本型としての地位を確立していたものと思われる。
泊村では、松茂良興作（1829年 - 1898年）が、初め宇久親雲上嘉隆（1800年 - 1850年）に師事して、ナイファンチを習ったとされる。宇久の没年は1850年なので、この伝承が真実だとすれば、松茂良がナイファンチを習ったのは遅くとも1840年代ということになる。
なお、糸洲安恒が泊村の墓地に仮寓する漂着人・チャンナン（禅南）からナイファンチを初めて教わったとの口碑があるが、これは糸洲の師匠である松村がすでにナイファンチを教えていた事実と矛盾することから、人物や時代についての情報がいくらか誤って（もしくは創作あるいは誇張・脚色されて）伝えられた可能性が高いと思われる。

## 種類
ナイファンチには、初段、二段、三段の三種類がある。二段と三段は糸洲安恒が創作したという説と、元々のナイファンチを三分割して、初段、二段、三段を作ったという説がある。いずれにしろ、ピンアン（平安）の型と同様に、数が大きくなるにつれて長く複雑な型となっていくが、もっとも大切とされるのは簡素なナイファンチ初段（たとえば和道流では、公式には初段のみを「ナイハンチ」として残している）である。なお、初段および二段は、左右対称の型である。
ナイファンチは、今日では一般に右進行で始まる流派が多いが、一部の流派では左進行のナイファンチも伝承されている。首里手系統では本部流、一心流（開祖・島袋龍夫）、神道流（開祖・比嘉清徳、岸本祖孝に師事）等、また泊手系統では剛泊会等がそれに該当する。他にも、開始時に片方だけ顔を向ける方式、左右に顔を巡らす方式（本部流、和道流、神道自然流）等の違いもある。
立ち方も、たとえば後期の糸洲系統（糸東流や小林流など）ではサンチン立ちのように両足を内八の字に置き膝もやや内側に絞る一方で、ナイファンチの名手として知られる本部朝基をはじめ、遠山寛賢（屋部憲通の直弟子）、中村茂（沖縄拳法）、船越義珍の系統では両足は平行に近く膝はむしろ少し外に張るなど、流派・会派や演武者などによってバリエーションがある。また、船越義珍の立ち方も初期の写真では足幅は狭めだが、現在の松濤館系統ではそれよりずっと足幅を広くとる傾向にある。さらに、松濤館系の改変されたナイファンチ（騎馬立ち、あるいは鉄騎）は伝統派空手のみならず、松濤館流の流れを汲むテコンドーやフルコンタクト空手各派の多くで基本稽古もしくは型（形）に取り入れられている。
また、本部朝基によれば、ナイファンチの握拳はかつては平手（開掌）だったとされる。ただし、両拳で左右に突く動作の逆突き側の手がこれに該当する。ほかに左右への諸手突きの鈎突き部分が開掌、裏拳を打つときの添え手部分が二本貫手であったとの説もある（金城裕説）。

## 松村と糸洲のナイファンチ
松村宗棍と糸洲安恒の両方に師事した本部朝基によると、両人の間では、ナイファンチに相違があったとされる。特に松村のナイファンチについては、本部の解説が唯一のものであり貴重であるので、以下に引用する。
「ナイファンチの型で、松村先生と糸洲先生と異なっているところがある。
ナイファンチの中で、足を膝のところまで内側へあげて元の位置へ踏み下ろすところがある。あそこのところで両先生の流儀が異なっているのだ。
松村先生の流儀は、踏みおろすときに、足を軽く平らに足裏を地上におろすのだが、糸洲先生の流儀は、足のおろし方を力を入れて重く、足裏を平らに下ろさず斜めにおろす気持ちで、強く踏みおろす。これは右足のときも左足のときも同じことである。
次に手を胸の前面に突き出すところも両先生のやり方が異なっていた。一つの拳を側面に寄せてとり、他の拳を胸部前面に横に突き出す型が右にも左にもある。あそこのところの拳の突き出し方が異なっていた。
松村先生の流儀は拳を斜め前に突き出すので、肘がほとんど伸びている。しかし糸洲先生の流儀は拳を平行するように突き出すので肘のところで角に曲げている。これは左手のときも、右手のときも、共に同じである。」
『空手研究』より。原文は旧字体、旧仮名遣い。

## 関連記事
- 空手道
- 首里手
- 泊手
- 空手の型一覧

## 関連書
- 『空手道 保存版』株式会社創造 昭和52年
- 儀間真謹、藤原稜三『対談・近代空手道の歴史を語る』ベースボール・マガジン社 1986年 ISBN 4583026064
- 岩井虎伯『本部朝基と琉球カラテ』愛隆堂 平成14年 ISBN 4750202479
- 小沼保『本部朝基正伝　琉球拳法空手術達人(増補 )』壮神社 平成12年増補版 ISBN 4915906426
- 沖縄県教育委員会文化課・編『空手道・古武道 基本調査報告書Ⅱ』榕樹社 1995年 ISBN 4947667257
- 仲宗根源和編『空手研究』興武館（復刻版） 1934年。榕樹書林 2003年 ISBN 4947667923
- 大塚博紀『空手道 第一巻』大塚博紀最高師範後援会　昭和45年